# Contea di Xiangyuan
La contea di Xiangyuan (襄垣县S, Xiāngyuán XiànP) è una contea della Cina, situata nella provincia dello Shanxi e amministrata dalla prefettura di Changzhi.